# Omolicna triata
Omolicna triata är en insektsart som beskrevs av Caldwell 1944. Omolicna triata ingår i släktet Omolicna och familjen Derbidae. Inga underarter finns listade i Catalogue of Life.